# VinFast VF 7
VinFast VF 7 là dòng ô tô điện phân khúc C được phát triển, giới thiệu năm 2022 và phân phối ra thị trường năm 2023 bởi VinFast.

## Cấu hình các phiên bản
- Kích thước Dài x Rộng x Cao: 178,9 in (4.544,1 mm) x 74,4 in (1.889,8 mm) x 64,4 in (1.635,8 mm)[3][4]
- Chiều dài cơ sở: 111,8 in (2.839,7 mm)
- Lazang: 19 inch (Eco), 20 inch và tùy chọn 21 inch (Plus)
- Dung lượng pin khả dụng: 59,6 (Eco) - 75,3 kWh (Plus)[1]
- Quãng đường (WLTP): 375 km (233,0 mi) Eco và 268 mi (431,3 km) Plus
- Công suất 201 mã lực (Eco), 348 mã lực (Plus)
- Động cơ: Đơn (Eco), đôi (Plus)
- Moment xoắn: 228 lb-ft = 309 Nm (Eco), 368 ft-lb = 499 Nm (Plus)
- Dẫn động: cầu trước (Eco), AWD (Plus)
- Cập nhật online: Có
- ADAS: cấp độ 2
- Màn hình giải trí: 12,9 inch (Eco), 15 inch (Plus)

## Đón nhận
VF 7 được nhận cọc ngày 2 tháng 12 năm 2023.